# Каплун, Лев Исаакович
Лев Исаа́кович Каплу́н (3 августа 1946, Свердловск — 2 февраля 2023, Екатеринбург) — советский и российский учёный-металлург, специалист в области подготовки сырья к доменной плавке. Доктор технических наук, профессор УрФУ.

## Биография
В 1970 году окончил металлургический факультет Уральского политехнического института. С 1970 года работал на кафедре металлургии чугуна (позднее — кафедра руднотермических технологий) ассистентом, младшим научным сотрудником, старшим научным сотрудником. В 1977 году защитил кандидатскую диссертацию по теме «Исследование окислительно-восстановительных процессов при агломерации железорудных материалов» и получил звание доцента на той же кафедре.
В 2001 году защитил докторскую диссертацию по теме «Анализ процессов формирования агломерата и совершенствование технологии его производства». В этому же году получил звание профессора кафедры металлургии железа и сплавов УГТУ-УПИ.

## Профессиональные интересы
Сфера научных интересов Каплуна — физические и физико-химические процессы, протекающие при агломерации и обжиге, свойства железистых агломерационных и доменных расплавов, а также теплофизические характеристики железорудных материалов. В ходе своих исследований свойств расплавов Каплун использовал реальные шихты российских горно-обогатительных комбинатов. В частности, Каплуном Л. И. была показана зависимость качества агломерата от подготовки шихты и распределения твёрдого топлива, а также экспериментально доказано влияние перетекающих расплавов на свойства агломерата. Совместно с институтами ВНИИМТ и Уралмеханобр часть результатов научных исследований была внедрена в производство.
Автор 174 научных трудов, трёх учебных пособий, 16 изобретений и патентов.